# Géza Imre
Géza Imre (* 23. prosince 1974 Budapešť, Maďarsko) je bývalý maďarský sportovní šermíř, který se specializoval na šerm kordem. Maďarsko reprezentoval od roku 1993 s přestávkami dlouhých 23 let. V roce 1996 vybojoval na olympijských hrách v soutěži jednotlivců bronzovou olympijskou medaili, na kterou navázal po dvaceti letech v roce 2016 stříbrnou olympijskou medailí. V soutěži jednotlivců je mistrem světa z roku 2015 a mistrem Evropy z roku 2008. Patřil k oporám maďarského družstva kordistů, se kterým vybojoval stříbrnou a bronzovou olympijskou medaili. V letech 1998, 2001 a 2013 získal s maďarským družstvem titul mistra světa a v letech 1998, 2006, 2007, 2009 a 2010 titul mistra Evropy. S družstvem vybojoval celkem 21 medailí z vrcholných soutěží.